# Escallonia cordobensis
Escallonia cordobensis är en tvåhjärtbladig växtart som först beskrevs av Carl Ernst Otto Kuntze, och fick sitt nu gällande namn av Carl Curt Hosseus. Escallonia cordobensis ingår i släktet Escallonia och familjen Escalloniaceae. Inga underarter finns listade i Catalogue of Life.